# Talagasari (Sindangbarang)
Talagasari is een bestuurslaag in het regentschap Cianjur van de provincie West-Java, Indonesië. Talagasari telt 4001 inwoners (volkstelling 2010).